# Virtual-O
Virtual-O — це власницька відеогра у жанрі спортивний симулятор, розроблена для спортивного орієнтування. Гра може використовуватися з розважальною так навчальною метою, зокрема для проведення віртуальних тренувань. Розробник симулятора словацький програміст і орієнтувльник Петер Фуруч (словац. Peter Furucz) походить з родини словацьких орієнтувальників.

## Особливості
Virtual-O є більш сучасною альтернативою Catching Features та Suunnistussimulaattori, завдяки більш реалістичній симуляції ландшафтів та природного середовища.
- Вбудований програвач пройденої дистанції з візуалізацією положення на карті подібною до 2D Rerun[21], скопійовано з дозволу автора 2D Rerun Яна Кокбача (чеськ. Jan Kocbach)[22][23][24].
- Для програми створено редактор карт, який може імпортувати файли спортивних карт форматі OCAD[25].